# Maria Petre
Pour les articles homonymes, voir Petre.
Maria Petre, née le 15 août 1951 à Grindu dans le județ de Ialomița, est une femme politique roumaine, membre active du Parti démocrate (PD). Après avoir été Sénatrice de 2000 à 2008, elle est devenue a siégé au Parlement européen à la suite l'adhésion de la Roumanie à l'Union européenne et jusqu'en 2009.

## Biographie
Elle reçoit une formation d'économiste à l'Académie d'études économiques de Bucarest, puis suit des formations en administration publique et en commerce en Grande-Bretagne, aux États-Unis et au Danemark. De 1975 à 1983, elle travaille comme économiste au sein du conseil du județ de Ialomița. dont elle est directrice de 1986 jusqu'à la révolution roumaine de 1989. En 2000, elle est élue sénatrice du județ de Ialomița. En septembre 2005, elle fait partie des membres du Parlement choisis pour être observateurs au Parlement européen durant la période de préadhésion, puis avant l'organisation des élections européennes du 25 novembre 2007, lors desquelles elle est formellement élue au Parlement européen.

### Carrière professionnelle
- Chef du service d'économie du Conseil du județ de Ialomița (1975 - 1983)
- Chef de service et coordonnatrice des activités de production et des ressources humaines - Entreprise de construction et montage de Ialomița (1984-1986)
- Directrice et coordonnatrice des activités de la direction de planification et développement territorial du județ de Ialomița - Conseil du județ de Ialomița (1986 - 1990)
- Directrice et coordonnatrice des activités du budget local et des finances - Préfecture du județ de Ialomița (1991 -1992)
- Vice-Présidente et coordonnatrice du Département du développement et du budget - Conseil du județ de Ialomița (1992 -2000)

### Carrière politique
- Vice-présidente du groupe parlementaire de l'Alliance D.A PNL-PD au Sénat (2004-2006)
- Présidente du groupe parlementaire du Parti Démocrate au Sénat (2003 -2004)
- Vice-Présidente du Bureau National Permanent de l'Organisation des Femmes Démocrates (depuis 2002)
- Secrétaire exécutive du Bureau National Permanent du Parti Démocrate (2001-2006)
- Sénatrice du Parti Démocrate représentant le județ de Ialomița - Membre de la Commission du budget, des finances et des banques et Membre de la Commission pour l'égalité des chances au Sénat (depuis 2000)
- Vice-Présidente du Conseil du județ de Ialomița (1996 à 2000)
- Conseillère du județ de Ialomița et vice-présidente de ce même Conseil (1992-2000)
- Membre du Front de salut national devenu Parti démocrate (depuis 1990)